# Messerschmitt M 17

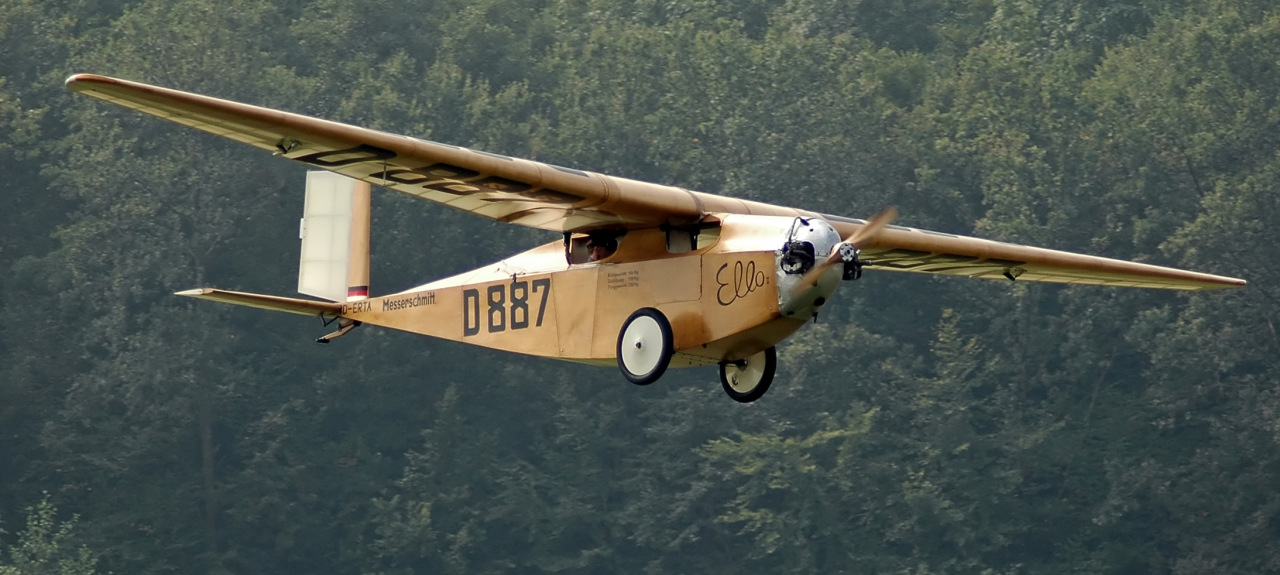
La replica del Messerschmitt M 17 della fondazione Messerschmitt in volo

L'M 17, noto anche come Messerschmitt M 17, era un monomotore da turismo ad ala alta progettato, primo di una fortunata serie, da Willy Messerschmitt e realizzato nel 1925 a Bamberga nell'allora Repubblica di Weimar.
L'M 17 fu un modello particolarmente riuscito e, grazie alle sue ottime qualità di volo, consentirono a Messerschmitt di partecipare e ben figurare a numerosi concorsi. Questo fu fondamentale nello sviluppo imprenditoriale del progettista in quanto utilizzò i premi in denaro conseguiti investendoli per acquistare il suo primo stabilimento e fondare l'azienda che portava il suo nome, la Messerschmitt Flugzeugbau GmbH che poi confluirà, con l'integrazione con la Bayerische Flugzeugwerke AG (BFW), nella definitiva Messerschmitt AG.

## Storia

### Sviluppo
L'M 17 venne disegnato da Messerschmitt nel 1925 basandosi sul precedente progetto del motoaliante S 16b Betty da lui stesso progettato e costruito.

## Descrizione tecnica
L'M 17 era un velivolo dall'aspetto molto innovativo per l'epoca. La fusoliera era realizzata in legno ricoperta di fogli in compensato e dotata di due abitacoli chiusi parzialmente avvolgenti posti in tandem, una particolarità che precludeva la visibilità anteriore al pilota costretto a sporgersi lateralmente nelle manovre a terra. Posteriormente si allungava sempre più sottilmente in una coda tradizionale dall'impennaggio monoderiva. Anteriormente era installato il motore, inizialmente un Bristol Cherub II a 2 cilindri boxer, collegato alla struttura tramite un supporto metallico e azionante un'elica bipala realizzata in legno. L'ala, così come il piano orizzontale di coda, erano realizzate in un unico pezzo e a loro volta realizzati in legno e ricoperti di tela. Il carrello d'atterraggio era fisso e costituito semplicemente da un paio di ruote di grande diametro collegate ad un assale rigido, completato posteriormente da un pattino d'appoggio.

## Velivoli attualmente esistenti
Dei 6 (alcune fonti affermano 8) esemplari prodotti, il solo giunto ai giorni nostri è quello conservato al Deutsches Museum di Monaco di Baviera, in Germania. Tuttavia, data l'importanza storica del velivolo nell'aviazione tedesca, una società privata, la Bitz Flugzeugbau, ha deciso di costruirne una replica perfettamente funzionante per la fondazione Messerschmitt. Portata in volo con successo il 14 aprile 2004 si differenzia dall'originale solo per la necessaria dotazione di sicurezza obbligatoria per l'omologazione al volo e che ne aggravano di 40 kg il peso a vuoto del modello da cui deriva. Presentata più volte alla mostra internazionale dell'aeronautica e dello spazio di Berlino (ILA), l'M 17 è diventato una delle attrazioni principali ed identificative della celebre manifestazione aerea tedesca alternandosi alla sua esposizione statica presso il Fliegende Museum di Manching, vicino ad Ingolstadt.